# Loxostege terpnalis
Loxostege terpnalis là một loài bướm đêm trong họ Crambidae.